# 日本將棋格言
將棋格言（将棋の格言）流行於日本將棋領域，是諸多警戒教訓的簡短總結。這些格言大多作者不詳，據說有許多格言來自熱心推介將棋的棋士原田泰夫。由於將棋戰術與時俱進，有些格言已經不合時宜了。
以下以五十音順序列出將棋格言。

## あ
相穴熊時，捨角取金（相穴熊では角より金）相穴熊（對弈雙方都圍出穴熊）場合中，金將在攻守方面都是重要的棋駒，特別是在終盤的時候，金將的價值會比角行高上許多。
遊駒要充分利用（遊び駒は活用せよ）遊駒指棋盤上既非守軍、又沒有拿來進攻的孤立棋子。遊駒的存在往往是敗因，所以應該活用每一枚棋子，以增加己方戰力。

## い
避免居玉（居玉は避けよ）居玉指玉將完全沒有離開原始位置（先手5九，後手5一）。居玉時，可能有王手飛車（類似象棋的將軍抽車），面對反擊時也比較脆弱，所以應該盡量避免。急戰時難免會居玉，這時也要想辦法把它快速圍起來。
一段金時能犧牲飛車（一段金に飛車捨てあり）金將在自陣一段（底段）時，敵方可以打入飛車的空隙會減少很多，因此可以犧牲己方的飛車。根據羽生善治的看法，飛車角交換對自身沒有那麼不利，但敵方有可能藉由打入奪取桂香，操作成飛車桂香・角交換，此時通常視為駒損。但一段金多少能預防這種情況。
一步千金（一歩千金）隨著局勢變化，步兵可能有比金將更強的重要性，因此不要因為步兵是小駒而輕視它。第13期龍王戰中，盤面上因為一步之差而出現勝負手，觀戰的先崎學因而寫下。

## う
對離駒出手（浮き駒に手あり）離駒指本身沒有己方火力掩護的棋駒。攻擊離駒很容易得手。
金主守，銀主攻（受けは金、攻めは銀）金將前端強大但退後不易，銀將行動靈活但兩側是死角，故有此格言。雖然防守陣型還是會用上銀將，但這仍不失為一句優秀的格言。
打步詰表示有將死的餘地（打ち歩詰めに詰みの余地あり）打步詰（最後一手打入步兵，把對方將死）是犯規的，但既然有可能打步詰，如果回想一下這之前的局面，或許能夠調換手順，找出能合法獲勝的方法。
內龍勝過外龍（内竜は外竜に勝る）如果成功使飛車升變為龍王，留在敵陣內的龍王會比抽離敵陣的龍王更有殺傷力。
馬的防守堪比金銀三枚（馬の守りは金銀三枚）角行升級為龍馬（馬）後，同時兼具角行與王將的走法，若用於防守，效果堪比金銀三枚（通常都用二金一銀執行防守），故有「馬用於自陣」（馬は自陣に）一說。

## お
不求王手，求困死（王手するより縛りと必至）終盤時，雙方玉將可能都快要被將死，此時比起不斷叫將（王手），困住敵方王將，使其欠行（必至；必死）才是獲勝之道。
王手是追殺手（王手は追う手）即使沒有策略，只是傻傻的叫將追擊，都比讓對手的王將輕鬆逃到安全地帶來得好。類似的說法有「玉將要包圍逼迫」（玉は包むように寄せよ）。
大駒要遠遠打入（大駒は離して打て）飛車、角行等大駒為遠兵器，應該盡可能擴大攻擊範圍，並避免在肉搏戰中被敵方奪走，因此，只要能擊中目標，就盡量打入在遠一點的地方。
大駒要貼近去守（大駒は近づけて受けよ）前一句格言的逆向思考。應對敵方大駒的攻擊時，防守方應該設法讓自己的小駒貼近敵方的大駒，使敵方進入自己射程內，若能交換，則為駒得。
雙飛車比鬼更恐怖（鬼より怖い二枚飛車）指敵陣裡同時有己方兩枚飛車或龍王的狀況，殺傷力極強。
兩王手比鬼更恐怖（鬼より怖い両王手）兩王手（りょうおうて）指一手棋同時使對方王將遭受兩方向的攻擊，此時對方無法合駒阻擋，只能移動王將。

## か
角交換時不推5筋（角交換に5筋を突くな）角交換戰型中，對弈雙方各自持有角行。如果此時推進5筋步兵，會出現空隙，對手的角行便可打在3九（7一）的位置，然後升級成龍馬，故有此格言。然而，近年來為了增廣攻擊範圍，常會推進5筋步，此時就要避免移動右金，以免出現能讓對手打入角行的空隙。
角筋難防（角筋は受けにくし）飛車筋為十字形，明顯可見。相較之下，角筋常常躲在棋子間的縫隙中，所以比較難應對。另一方面，飛車筋很容易被對手走棋遮擋，角行要閃開障礙則比較簡單。
玉將難受角筋（角筋の玉受け難し）亦作「玉將應避敵角筋」（玉は敵の角筋を避けよ）。即使玉將已經入城，或只是暫待，都應該避開對手的角筋，否則被抓住空隙偷襲會非常麻煩。
角頭是圓的（角の頭は丸い）角行是斜走的，它的弱點就在於沒辦法往前走。因此，無論是對角頭推進或打入，都有不錯的效果。
贏的將棋就會贏（勝ち将棋を勝て）木村義雄十四世名人之語。將棋中，一旦處於下風，就必須等對手犯錯才能逆轉，妙手是很難下出來的。因此掌握優勢很重要，也不要讓優勢白白溜走。
狙擊要害的金將（要の金を狙え）包圍王將的基本要訣。比起直接王手，攻擊王旁邊的金將效果更好。

## き
急戰則居玉（急戦は居玉）急戰中，有時最好不圍玉將，直接攻擊。古代大多都是重視速攻、喜愛速戰即決的棋手才這麼做。即便如此，居玉的評價也不是很好。近代，隨著藤井系統問世，居玉急戰開始受到重視，諸如早繰銀、棒銀 、問候中飛車超急戰（可以看做藤井系統的特例）等居玉戰法都不少見，往往帶來過激的急戰。
玉早逃，得八手（玉の早逃げ八手の得）當對手攻擊難以阻擋時，與其用持駒猛擋，不如趕快讓玉將逃到安全地帶，讓玉將暫時不會被將死，此後大有餘裕可以反攻。
傳統上把「八手」這個手數解釋為「大量利益」的意思。因此另有說法，認為「八手」不是指手得，而是指得到「大量的手段」，數字八有眾多的意味，因此整句話的意思類似「玉將早逃，好處多多」，但在傳承中訛解了。
從玉將的側腹打銀將（玉の腹から銀を打て）攻擊時，應設法把銀將打在玉將側面，效果很好，可以封鎖對手玉將脫逃的路線，殺傷力可能更甚於單純王手。
玉將要逼到下段（玉は下段に落とせ）包圍王將時，可以盡力把對手的王將壓制在下段，這樣更容易逼近。此為捕捉玉將的基本技巧。
玉將要包圍逼迫（玉は包むように寄せよ）類似「王手是追殺手」，包圍王將乃是攻擊要訣。
玉飛不接近（玉飛接近すべからず）玉將是攻擊的目標，如果它附近有飛車這個攻擊要素，攻防可能互相掣肘，飛車還可能在對方叫將時被犧牲，因此要避免玉將與飛車靠太近。如果強逼對方玉飛接近，可能對己方有利。不過，也有螃蟹銀、右玉等違背這條格言的定跡。
銀桂有不升變的用處（銀桂は成らずに使え）銀將與桂馬在升變前後走法相差很大，有時要刻意不升變（不成、ならず）。這兩種棋駒升變與否會大幅左右戰局，必須視具體局勢決定要不要升變，難以斷言。由此亦有「銀不升變為好手」（銀の不成に好手あり）的說法。
金底步堅若磐石（金底の歩岩よりも固し）金將位於二段時，在它正下方（一段）打入步兵，防禦力極強，在緊要關頭可以起防火門般的隔絕作用，相當實用。同樣的，在銀將斜下方打步兵也有類似效果，稱為「銀腳步」，只是步兵無法像保護金將那樣保護銀將，因此防禦力較弱。
將棋無金，則無防禦手（金なし将棋に受け手なし）金將是防守的基石，沒有金將的話，敵方的攻擊根本難以招架。
將棋無金，則無攻擊手（金なし将棋に攻め手なし）金將也是攻擊的基石，若無金將，很難將死對手的王將（仕留める）。妥善地打入金將，往往能一招制敵於死命。
使銀當如千鳥（銀は千鳥に使え）銀將可以走四個方向的對角線，若要善用銀將，就要模仿千鳥斜走，使對手難以捉摸。如此，銀將在直進之外，還有橫向越野的功能。
金將要留到最後（金はとどめに残せ）盡可能留住持駒中的金將，最後的最後，再把它拿來攻擊玉將，這樣更容易將死對方。
金將要誘往斜向（金は斜めに誘え）設法把對手的金將釣往斜上方，由於金將沒辦法向斜後方移動，要歸回原位必須要花兩手。如此操作可以弱化對手防守。
拉回金將為好手（金は引く手に好手あり）金將的攻擊範圍在上面及側面，弱點在下方，拉低金將，能讓金將發揮上部的強項，並避免下部遇襲。此為「金將要誘往斜向」的逆向思維。

## く
若取位，就要確保位（位を取ったら位の確保）位指各筋第5段的控制權，取位（例如推進步兵）本身有利，但如果無法維持後援，可能成為被反擊的契機。

## け
桂頭玉難包圍（桂頭の玉寄せにくし）桂馬上的玉將遇襲時，可以利用桂馬防守，因此桂頭玉難攻。矢倉、美濃等圍玉都利用這點。
桂頭銀，為定跡（桂頭の銀、これ定跡なり；桂先の銀、定跡なり）如果遇到敵方用桂馬攻擊，則可將銀將打在桂馬正前方位置，桂馬去路剛好都落入銀將斜後方的攻擊範圍，因此桂馬會立刻動彈不得。
桂高跳則為步餌食（桂の高跳び歩の餌食）桂馬一旦跳出去就無法回頭，又無法往前走，因此很容易被步兵趁機捕獲。
桂要節制的打入（桂は控えて打て）桂馬要有節制地打入自陣，效果最好，否則桂馬攻擊範圍有限，又容易被攻擊，濫用必定浪費。有「節制用桂為好手」（控えの桂に好手あり）的說法。
下段香有力（下段の香に力あり）香車只能往前走，若要發揮最大效益，打入時就要盡可能往下段擺。有「香要打在下段」（香は下段から打て）的說法。

## こ
5三金不敗（5三のと金に負けなし）傳統觀點認為，若在敵陣要所5三（5七）打入金將（或使小駒進入升變亦可）則必勝。
此說法已不可靠，只要玉將離中央夠遠（例如穴熊圍），即使5三有敵方金將，也不會多出什麼威脅。隨著穴熊的普及，這句格言也愈來愈罕有聽聞。
5五角為天王山（5五の角は天王山）5五這個位置稱為天王山，若在此打角，能同時掌握棋盤上兩條最長的對角線，為一大利多。
5五位為天王山（5五の位は天王山）據稱以步兵控制天王山有利，因此早期的定跡常有推進5筋步兵的手順，但在2004年以後的文獻已不太重視這點。

## さ
重賽之局非名局（指し直し局に名局なし）業界格言，會需要重賽的局多半都讓對弈者精疲力竭，因此很難走出好棋步。
三桂無將死（三桂あって詰まぬことなし）這是比較誇張的說法，因為唯有桂馬可以跳過其他棋子發動攻擊，所以桂馬在手，攻擊手段將會大大增加。大山康晴就有利用三枚桂馬將死對手的案例。畠山成幸則認為，這句格言並不限於持駒有三枚桂馬的極端狀況，棋盤上既有的桂馬也要算進去。週刊將棋在2004年提過相關問題，如果持駒真的有三枚桂馬，很可能代表嚴重的駒損：對手用桂馬換到了同樣數量的金銀。
有三步，則在步後打垂步（三歩あったら継ぎ歩に垂れ歩）垂步指打在4段（6段）的步兵，前進一格即可升變為成金。若持駒有三枚步兵，表示兵源充足，可以看準時機犧牲步兵，然後（継ぎ歩）打入垂步，把對手的棋駒吊高並建立據點。
持有三步，則可走端手（三歩持ったら端に手あり）若持駒有三枚步兵，可以將對手的香車吊高，以利己方從邊緣攻入敵陣。

## し
自陣飛車為好手（自陣飛車に好手あり）把飛車打在自陣，雖然土氣但往往有用，還可以避免浪費。同樣也有「自陣角為好手」（自陣角に好手あり）的說法，因為大駒強在遠攻，弱在肉搏。
焦點步為好手（焦点の歩に好手あり）當多枚棋駒集中瞄準一點時，推算完全後，打入步兵發動戰端，往往很有效。
終盤時，棋駒損得不如速度重要（終盤は駒の損得より速度）終盤時，重點是趕快將死對方，而不是無謂的攫取棋駒，否則可能在駒得的同時浪費手數，反而被對手趁隙將死。
將棋為俳句，圍棋為短歌（将棋は俳句に碁は短歌）將棋只要知道規則，就能上手，有如俳句這種庶民詩歌。圍棋有很多要鑽研的細節，有如僧侶醫者等學人喜愛的短歌。
序盤飛車不如角（序盤は飛車より角）序盤往往沒有可以打入飛車的空隙，就算飛車入手，作用也有限，反而是能走左右兩斜的角行比較活躍，因此序盤以飛車交換角行是堪用的戰術。

## す
打角要異筋（筋違いに角を打て）角行若無升變，最多只能走二分之一個棋盤，因此若有兩枚角行，就應該把持駒中的角打在不同的角筋上。

## せ
攻乃飛角銀桂（攻めは飛角銀桂）攻擊時使用飛車、角行、銀将、桂馬，相對於防守用的「金銀三枚」。另有「攻乃飛角銀桂香步」（攻めは飛角銀桂香歩）的說法。
攻即是守（攻めるは守るなり）進攻時，對方便比較沒有餘裕攻打我方的玉將。有道是「攻擊是最好的防守」。
先後同型則走中央手（先後同型中央に手あり）先手後手走出同型棋路時，在中央發動戰事最為有利。此格言最初來自圍棋。

## そ
俗手為好手（俗手の好手）只要策略能贏，每一步棋路是不是妙手並沒有那麼重要，走出大家都想得到的棋路也無妨。
對底步打香車（底歩には香打ちで）若敵方在敵陣底段打入步兵，則以香車攻擊步兵所在筋。這是利用「二步」禁則的格言，對手無法用步兵緩衝香車。

## た
戰火始於步兵推進犧牲（戦いは歩の突き捨てから）雖然犧牲步兵是駒損，但戰鬥前丟掉步兵也是有用的：對手的步兵會因此被迫調動。往後持駒若有步兵，該筋便有打入的餘地。這也有加速攻擊與縮減對手選項的效果，因為對手反擊時會發現他的步兵還擋在前面。

## ち
中段玉難包圍（中段玉は寄せにくし）又作。出於桂香步無法後退的限制，玉將往上逃就很難抓到，因此要盡量把敵方玉將困在下段。
長考非好手（長考に好手なし）長考後結果通常不佳。羽生善治表示長考往往讓人越想越迷惘，反而下不出好棋。

## て
打在敵人想打入處（敵の打ちたいところに打て）看準敵人要打入處搶先打入，可以消除敵人堪用的手段，又能奪取地勢險要之處。
無事可做就推端步（手のない時には端歩を突け）端步指第1筋及第9筋的步兵，如果想不到可以走什麼，推進端步等待時機多少有點用。

## と
遠見角為好手（遠見の角に好手あり）角行打在自陣當中，當下可能看不出好處，但角筋畢竟存在，終究會隨著戰情演進而派上用場。
成金遲速（と金の遅速）用步兵升變為金將攻擊，雖然速度較慢，但金將殺傷力大，被敵方俘虜也只會變回步兵，因此是很好的戰術，不要因為慢而不考慮使用。當然，終盤需要速度時可能就會比較吃虧。
成金與金將相同，甚至在金將之上（と金は金と同じで金以上）同上，成金功能與金將相同，但被俘虜時會變回步兵。若能活用，它會是比金將更強的戰力。
使用成金當後拉（と金は引いて使え）與金將的用法一樣，成金越往後，就能擴充攻擊範圍而減少暴露弱點。
吃子不是惡手（取る手に悪手なし）除了最終盤，其他時候吃子可以補充持駒，就算不是最好的走法，也有一定的價值。

## な
長詰不如短必至（長い詰みより短い必至）詰指將死，必至（ひっし）指欠行。若能看出快速必至的方法，當然會比長手數的困難詰來得容易贏。一般來說，終盤若出現長詰，通常都表示途中有演化為短必至的可能，只是會被錯過。如果對方可以補充持駒（並不難）就能逃過長詰。若能包圍逼迫玉將，多能以短必至獲勝。必須知道，人與軟體不同，計算棋局變化的能力有限，而這句經驗法則出現在還沒有將棋軟體的時代。因此這裡並不是否定長詰，只是提醒：短必至是更穩當有效的方法。

## に
以一換二，都是步兵也行（二枚換えは歩ともせよ；二枚換えなら歩とでもせよ）玉將王將除外，一般咸認飛車與角行最強，以下重要性依序為金將、銀將、桂馬、香車、步兵。大駒小駒的等差固然重要，棋駒的數量也不可忽視。取得一枚大駒（飛車或角行）固然不錯，取得兩枚小駒（金將、銀將、桂馬、香車、步兵）也是好事。「都是步兵也行」多少有點誇張，但它主要在提醒棋手別太執著於大駒。
做夢夢到被雙飛車追殺（二丁飛車に追われる夢を見た）有道是「雙飛車比鬼更恐怖」，雙飛車（二丁飛車、二枚飛車）非常強勢，可怕到可以做夢夢到。
入玉不敗（入玉に負けなし）入玉指己方玉將進入敵陣，如果有足夠棋駒保護玉將，入玉很難被桂香步擊中，基本上很難輸棋。

## は
以端步對端玉（端玉には端歩で）對付端玉（はしぎょく，跑到第1筋或第9筋的玉），用端步推進攻擊往往有效，亦有以端步對端角（端角には端歩）的類似說法，起源於「角頭是圓的」。
初王手如眼藥（初王手目の薬）指第一次王手（叫將）時，通常沒什麼效果，所以不要糊裡糊塗的叫將。這句話比較像是玩弄文字，格言意義並不深刻。

## ひ
飛角犧牲是緊要大事（飛角の捨てどころ肝要なり；飛車角の捨てどころ肝要なり）犧牲大駒時，比起注意己方戰力，更要提防對方反擊。
飛車先步交換有三得（飛車先の歩交換三つの得あり）交換飛車先（ひしゃさき）步兵有三個好處。一為持駒多出一枚步兵（持ち駒に歩兵が増える），二為步兵原先的空間可供別的棋子推進（歩兵が居なくなった升目に自分の駒を進められる），三為飛車可以直射敵陣（飛車先が敵陣に直射している）。
使飛車當如十字（飛車は十字に使え）飛車為縱橫移動的棋駒，十字使用，讓它走到好位置上，盡量發揮存在價值。

## ふ
對手無步時，香勝角（歩切れの香は角以上）對手用光持駒步兵時，己方持駒的香車不會被步兵釣走，可以卡位，就算交換也幾乎都是駒得，因此價值可以比角行還高。
越步銀當以步兵守（歩越し銀には歩で受けよ）越步銀（ふこしぎん）指跑到己方步兵以上的銀將，若對方推進與銀將同筋的步兵，可以防止銀將近一步推進，還可以為後續剪除銀將布局。
沒有步兵的將棋乃是輸棋（歩のない将棋は負け将棋）步兵是最弱的棋子，卻是攻防必備，所以持駒若沒有步兵，緊急時會因為無法打入步兵而失利。這句話也用於北島三郎的歌曲〈步〉的歌詞。
不利時，擴大戰線（不利なときは戦線拡大）局面困難時，使情況複雜化很有效，起碼能讓對手不會單純占上風。擴大戰鬥範圍時，對手更容易犯錯。局面繁忙時，駒損等情況的負面影響會減少，也更容易逆轉將死對方。
用角交換攻擊振飛車（振飛車には角交換を狙え）振飛車（ふりびしゃ）在開局時會把飛車拉到左翼，容易出現可以打入角行的空隙，能夠用角行擾亂振飛車方，因此在對抗型戰局中，角交換對居飛車方有利。雖然舊定跡如此，但近年來問候中飛車、角交換振飛車在專業棋士間流行開來，甚至有從振飛車衍生逼對手角交換的立石流，角交換已經不再對居飛車方一概有利了。
另一方面，飛交換與銀交換通常對對抗型的振飛車方有利，桂交換的效能可能更好，但掐準時機很難。

## へ
重視飛車勝過玉將，那就只剩可愛而已（ヘボ将棋玉より飛車を可愛がる；ヘボ将棋王より飛車を可愛がり）就算飛車再怎麼強，但攻下玉將才是決定勝負的關鍵，因此在棋局中務必再三確認誰最重要，切勿捨本逐末。
成金如蝮蛇，不可饒恕（蝮のと金を許すな）成金攻擊功能與金將一模一樣，但犧牲時也只是損失一枚步兵而已，因此對於被攻擊者來說非常討厭。
猶豫時，用銀吃（蝮のと金を許すな）矢倉戰中，如果對手往玉頭推進步兵（先手走2四步，後手走8六步），可以用步兵或銀將吃下，此時會讓矢倉方猶豫要用步兵還是銀將吃下比較好，用銀將吃雖然會使矢倉短暫變形，但可逆，因此用銀吃比較好。

## め
名人不靠定跡（名人に定跡なし）將棋名人不會依賴流傳至今、研究完備的定跡，而是自己思考，自己判斷棋盤上的局勢。這句格言警告棋手不可以對定跡囫圇吞棗。
王手飛車令人眼睛冒火（目から火の出る王手飛車）王手飛車（おうてびしゃ，將軍抽車）會打得對方難以招架，要想出最佳應對方法非常難。

## よ
橫步遺禍三年（横歩三年の患い）交換飛車先之後，如果奪取橫步（對手開角道時推進的3/7筋步兵），當下雖然有一步得，但此後駒組配置會非常麻煩。
根據《週刊將棋》在2004年做的統計，這條格言應該比較古老，此後橫步取戰法顯然有長足進步，長期顯示先手橫步取有利，後手橫步取（4五角戰法、8五飛戰法等）利弊則取決於不同時代流行的戰法，總之因時代而異。
包圍王將為俗手（寄せは俗手で）簡單的攻擊王將往往比精心設計的包圍有用。
包圍王將，俗得好手（寄せは俗手に好手あり）「包圍王將為俗手」與「俗手為好手」的複合語。

## り
龍屬敵陣，馬屬自陣（竜は敵陣に馬は自陣に）飛車升變為龍王後，攻擊力很強大；角行升變為龍馬後，則有堪比金銀三枚的防禦力，而且藏在自陣中也有遠距離狙擊的效果。
被兩取時，不要想著逃（両取り逃げるべからず）被兩取（對手一次攻擊兩枚棋子，總能吃到其中一枚）的時候，比起單純逃跑，應該考慮別的解法，例如逃的同時能保護另一枚棋子，抑或調虎離山之類，總之逃不是最好的方法。即使是兩取，也不能讓兩枚棋子都被奪走。

## 資料來源
1. ↑  『日本将棋用語事典』p.80 下段
2. ↑  藤井九段と竜王戦 （页面存档备份，存于） 竜王戦中継ブログ（日本将棋連盟）、2015年7月13日（2021年10月31日閲覧）。
3. 1 2  『勝てる将棋格言36 プロの実戦に学ぶ妙手』p.226
4. 1 2  『勝てる将棋格言36 プロの実戦に学ぶ妙手』p.244
5. ↑  『勝てる将棋格言36 プロの実戦に学ぶ妙手』p.216
6. ↑  『勝てる将棋格言36 プロの実戦に学ぶ妙手』p.192
7. ↑  『勝てる将棋格言36 プロの実戦に学ぶ妙手』p.252 此資料認為八手是誇張的說法。米長表示，如果是一、兩手的話，他還能精確說明。
8. ↑  棋理に関する考察（松延成雄）の末尾の番外において以下のような考察がある。「玉の早逃げ八手の得あり」という格言で言うところの「手」とは「手番」の意味と解釈するのが一般的だ。 しかし「一手指南」という言葉からわかるように、「手」には「手段」という意味もある。 この格言で言う「手」も、手段の意味と解釈する方が自然だ。 また「八」という数は、「たくさん」という意味で用いられることもある（八方手を尽くす、八百屋、など）。 そうしてみると、この格言は本来、「玉の早逃げにはたくさんの効用がある」という意味だったのかも知れない。 いずれにしても、伝承過程で意味が誤解され、現在に至るのだろう。
9. ↑  『勝てる将棋格言36 プロの実戦に学ぶ妙手』p.112
10. ↑  『勝てる将棋格言36 プロの実戦に学ぶ妙手』p.16
11. ↑  週刊将棋 2004，第82頁.
12. ↑  『勝てる将棋格言36 プロの実戦に学ぶ妙手』p.138
13. 1 2 3 4  米長
14. ↑  『勝てる将棋格言36 プロの実戦に学ぶ妙手』p.64
15. ↑  『勝てる将棋格言36 プロの実戦に学ぶ妙手』p.146
16. ↑  『勝てる将棋格言36 プロの実戦に学ぶ妙手』p.236
17. ↑  『勝てる将棋格言36 プロの実戦に学ぶ妙手』p.130
18. ↑  『勝てる将棋格言36 プロの実戦に学ぶ妙手』p.82
19. ↑  『勝てる将棋格言36 プロの実戦に学ぶ妙手』p.66
20. ↑  『勝てる将棋格言36 プロの実戦に学ぶ妙手』p.164
21. 1 2  週刊将棋 2004，第76頁.
22. ↑  『勝てる将棋格言36 プロの実戦に学ぶ妙手』p.106
23. ↑  『勝てる将棋格言36 プロの実戦に学ぶ妙手』中，1990年（平成2年）12月4日大山康晴對内藤國雄九段的棋譜
24. ↑  週刊将棋 2004，第116,144頁.
25. ↑  『勝てる将棋格言36 プロの実戦に学ぶ妙手』p.208
26. ↑  『勝てる将棋格言36 プロの実戦に学ぶ妙手』p.316
27. ↑  塚田・横田
28. ↑  羽生善治も認める「長考に好手なし」――将棋・囲碁で1手に5時間かけた棋士の結末（4ページ目） （页面存档备份，存于） 文春オンライン（小島渉）、2019年6月15日（2019年6月18日閲覧）。
29. ↑  『勝てる将棋格言36 プロの実戦に学ぶ妙手』p.288
30. ↑  『勝てる将棋格言36 プロの実戦に学ぶ妙手』p.166 ただしこの資料では「遠見の角に妙手あり」
31. ↑  『勝てる将棋格言36 プロの実戦に学ぶ妙手』p.54
32. ↑  『勝てる将棋格言36 プロの実戦に学ぶ妙手』p.268
33. ↑  『勝てる将棋格言36 プロの実戦に学ぶ妙手』p.6
34. ↑  『勝てる将棋格言36 プロの実戦に学ぶ妙手』p.174
35. ↑  . 日本将棋連盟.   [2014年6月7日]. （原始内容存档于2022年7月3日）.
36. ↑  週刊将棋 2004，第144頁.
37. ↑  『勝てる将棋格言36 プロの実戦に学ぶ妙手』p.184 「馬は自陣に」の解説。
38. ↑  『勝てる将棋格言36 プロの実戦に学ぶ妙手』p.278。